# Піксурське сільське поселення
Піксу́рське сільське поселення (рос. Пиксурское сельское поселение) — адміністративна одиниця у складі Даровського району Кіровської області Росії. Адміністративний центр поселення — село Піксур.

## Історія
Станом на 2002 рік на території сучасного поселення існували такі адміністративні одиниці:
- Піксурський сільський округ (село Піксур, присілки Антошонки, Колосніцини, Ожегови, Омеленки, Шмакови)
- Столбовський сільський округ (присілки Арсеменки, Бересневи-Федоровці, Єфремовці, Столбови, Юркіни, Яганови)

Поселення було утворене згідно із законом Кіровської області від 7 грудня 2004 року № 284-ЗО у рамках муніципальної реформи шляхом об'єднання Піксурського та Столбовського сільських округів.

## Населення
Населення поселення становить 224 особи (2017; 223 у 2016, 221 у 2015, 243 у 2014, 257 у 2013, 270 у 2012, 288 у 2010, 556 у 2002).

## Склад
До складу поселення входять 11 населених пунктів:
| Населений пункт               | Населення, осіб (2002) | Населення, осіб (2010) |
| ----------------------------- | ---------------------- | ---------------------- |
| Антошонки, присілок           | 2                      | 2                      |
| Арсеменки, присілок           | 7                      | 2                      |
| Бересневи-Федоровці, присілок | 24                     | 2                      |
| Єфремовці, присілок           | 6                      | 0                      |
| Колосницини, присілок         | 4                      | 0                      |
| Ожегови, присілок             | 2                      | 0                      |
| Омеленки, присілок            | 1                      | -                      |
| Піксур, село                  | 293                    | 210                    |
| Столбови, присілок            | 159                    | 64                     |
| Шмакови, присілок             | 34                     | 1                      |
| Юркини, присілок              | 16                     | 7                      |
| Яганови, присілок             | 8                      | 0                      |